# Millstätter See
Millstätter See, jezioro Millstatt lub Millstaetter (słoweń. Miljsko jezero) – drugie co do wielkości jezioro Karyntii i najgłębsze jezioro Austrii. Powierzchnia 13,3 km². Głębokość jeziora dochodzi do 142 m. Jezioro położone jest w Centralnych Alpach Wschodnich, niedaleko miejscowości Spittal an der Drau. Od północnej strony otaczają jezioro góry dochodzące do wysokości 2100 m n.p.m., które osłaniają go od zimnych wiatrów. Powoduje to, że tempertura na powierzchni jeziora dochodzi w lecie do 25 °C. 

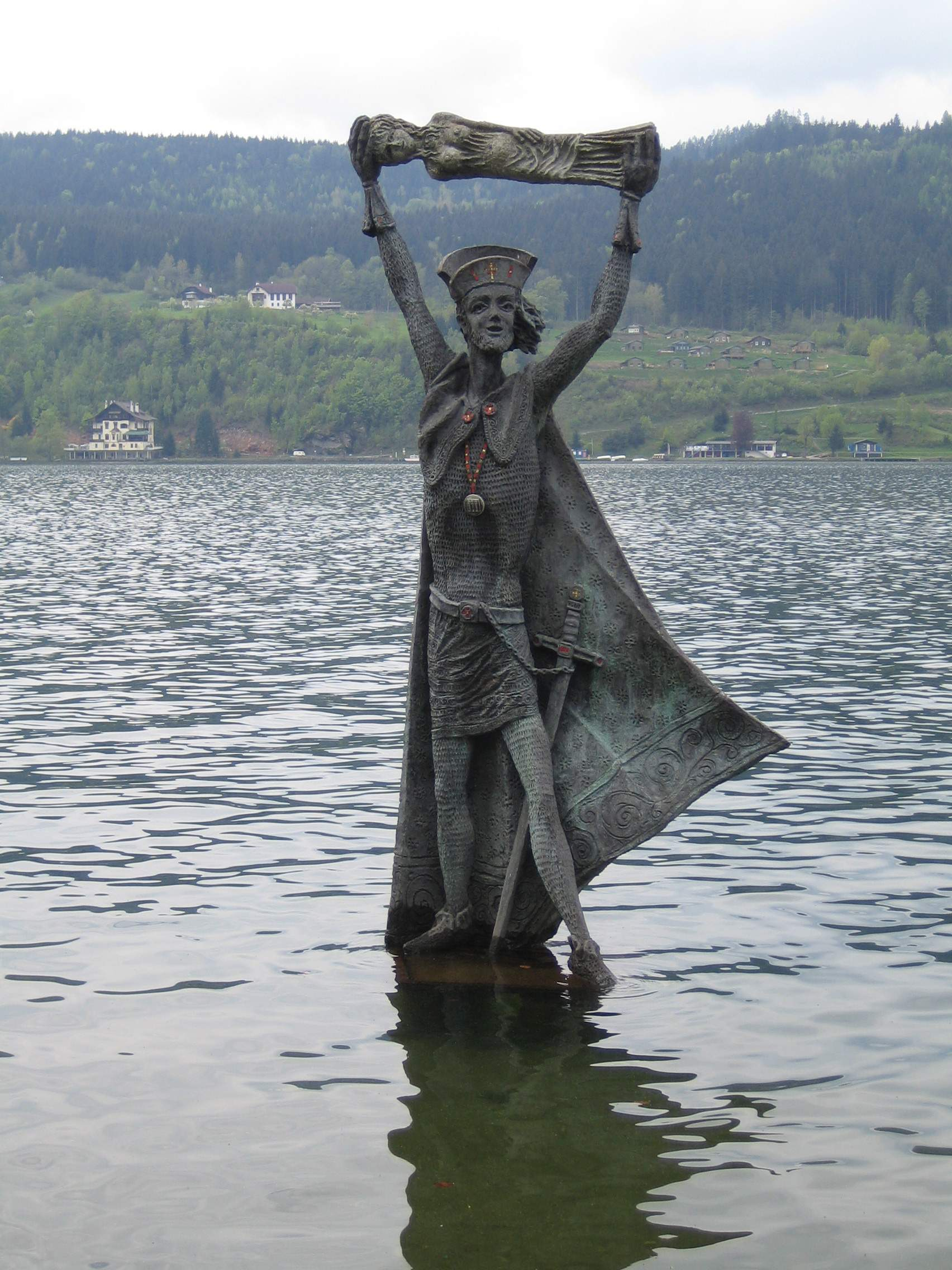
Postać Domiciana

## Nazwa
Nazwa jeziora pochodzi od miasteczka Millstatt znajdującego się na północnym brzegu. 
Według legendy Domician, który jeszcze za życia był uważany za świętego, wrzucił do jeziora wiele pogańskich posążków. Nazwa Millstatt wzięła się z języka łacińskiego mille statuae czyli "tysiąc posążków". 